# Gary Ambroise
Gary Ambroise (Parigi, 17 luglio 1985) è un allenatore di calcio ed ex calciatore francese naturalizzato haitiano, di ruolo attaccante.

## Carriera

### Club
Ha giocato nella massima serie cipriota e nelle serie minori dei campionati francese e belga.

### Nazionale
Nel 2011 ha esordito in nazionale.

## Statistiche

### Cronologia presenze e reti in nazionale
| Cronologia completa delle presenze e delle reti in nazionale ― Haiti | Cronologia completa delle presenze e delle reti in nazionale ― Haiti | Cronologia completa delle presenze e delle reti in nazionale ― Haiti | Cronologia completa delle presenze e delle reti in nazionale ― Haiti | Cronologia completa delle presenze e delle reti in nazionale ― Haiti | Cronologia completa delle presenze e delle reti in nazionale ― Haiti | Cronologia completa delle presenze e delle reti in nazionale ― Haiti | Cronologia completa delle presenze e delle reti in nazionale ― Haiti |
| Data                                                                 | Città                                                                | In casa                                                              | Risultato                                                            | Ospiti                                                               | Competizione                                                         | Reti                                                                 | Note                                                                 |
| -------------------------------------------------------------------- | -------------------------------------------------------------------- | -------------------------------------------------------------------- | -------------------------------------------------------------------- | -------------------------------------------------------------------- | -------------------------------------------------------------------- | -------------------------------------------------------------------- | -------------------------------------------------------------------- |
| 2-9-2011                                                             | Port-au-Prince                                                       | Haiti                                                                | 6 – 0                                                                | Isole Vergini Americane                                              | Qual. Mondiali 2014                                                  | -                                                                    | 46’                                                                  |
| 6-9-2011                                                             | Willemstad                                                           | Curaçao                                                              | 2 – 4                                                                | Haiti                                                                | Qual. Mondiali 2014                                                  | -                                                                    | 80’                                                                  |
| 6-9-2013                                                             | Incheon                                                              | Corea del Sud                                                        | 4 – 1                                                                | Haiti                                                                | Amichevole                                                           | -                                                                    | 72’                                                                  |
| 5-3-2014                                                             | Kosovska Mitrovica                                                   | Kosovo                                                               | 0 – 0                                                                | Haiti                                                                | Amichevole                                                           | -                                                                    | ?’                                                                   |
| 9-9-2014                                                             | Fort Lauderdale                                                      | Cile                                                                 | 1 – 0                                                                | Haiti                                                                | Amichevole                                                           | -                                                                    | 44’                                                                  |
| Totale                                                               |                                                                      | Presenze                                                             | 5                                                                    |                                                                      | Reti                                                                 | 0                                                                    |                                                                      |